# Hot & Slow: The Best of the Ballads
Hot & Slow: The Best of the Ballads es un álbum recopilatorio de la banda alemana de hard rock y heavy metal Scorpions, publicado en 1991 por RCA Records. Como su nombre lo indica, es un compilado de baladas escogidas desde el álbum Fly to the Rainbow (1974) hasta el disco en vivo Tokyo Tapes (1978), por ende contiene solamente canciones de la década de los setenta. A pesar de ser editado en varios mercados europeos, obtuvo una nula atención en las listas musicales. Sin embargo, en 1994 la Syndicat National de l'Édition Phonographique (SNEP) lo certificó de disco de oro, por vender más de 100 000 copias en Francia.

## Lista de canciones
| N.º | Título                                 | Escritor(es)                                  | Duración |  |
| 1.  | «In Trance»                            | Schenker, Meine                               | 3:43     |  |
| 2.  | «Life's Like a River»                  | Schenker, Roth, Fortman                       | 3:50     |  |
| 3.  | «Yellow Raven»                         | Roth                                          | 5:01     |  |
| 4.  | «Born to Touch Your Feelings»          | Schenker, Meine                               | 7:20     |  |
| 5.  | «In Search of Peace of Mind» (en vivo) | Schenker, Meine, M.Schenker, Dziony, Heimberg | 3:03     |  |
| 6.  | «Far Away»                             | Schenker, Meine                               | 5:38     |  |
| 7.  | «In Your Park»                         | Schenker, Meine                               | 3:39     |  |
| 8.  | «Crying Days»                          | Schenker, Meine                               | 4:38     |  |
| 9.  | «Fly People Fly»                       | Schenker, Meine                               | 5:03     |  |
| 10. | «We'll Burn the Sky» (en vivo)         | Dannemann, Roth                               | 6:27     |  |
| 11. | «Living and Dying»                     | Schenker, Meine                               | 3:20     |  |
| 12. | «Kōjō no Tsuki» (en vivo)              | Tsuchii, Taki                                 | 3:56     |  |

## Certificaciones
| País    | Organismo certificador | Certificación | Ventas certificadas | Ref.  |
| ------- | ---------------------- | ------------- | ------------------- | ----- |
| Francia | SNEP                   | Oro           | 100 000             | [ 2 ] |